# Сирбі (Арад)
Сирбі (рум. Sârbi) — село у повіті Арад в Румунії. Входить до складу комуни Хелмеджел.
Село розташоване на відстані 339 км на північний захід від Бухареста, 102 км на схід від Арада, 91 км на південний захід від Клуж-Напоки, 123 км на північний схід від Тімішоари.

## Населення
За даними перепису населення 2002 року у селі проживали 152 особи, усі — румуни. Усі жителі села рідною мовою назвали румунську.